# Chasnude e Bolo
Chasnude e Bolo é uma vila do Afeganistão, localizada na província de Badaquexão.